# Pleničke je prala
Pleničke je prala je album Kvarteta Do ob spremljavi Ansambla Jožeta Kampiča.
Izšel je na vinilni plošči leta 1973 pri založbi PGP RTB iz Beograda.

## O albumu
Album je naslovljen po slovenski ljudski pesmi (posnetek A1).

## Seznam posnetkov
| Stran A | Stran A                                 | Stran A   | Stran A |
| Št.     | Naslov                                  | Priredba  | Dolžina |
| ------- | --------------------------------------- | --------- | ------- |
| 1.      | „Pleničke je prala‟ (slovenska ljudska) | J. Kampič |         |
| 2.      | „Fantje se zbirajo‟ (slovenska ljudska) | J. Kampič |         |

| Stran B | Stran B                                | Stran B |
| Št.     | Naslov                                 | Dolžina |
| ------- | -------------------------------------- | ------- |
| 3.      | „Zagorski zvonovi‟ (slovenska ljudska) |         |
| 4.      | „Slovo‟ (slovenska ljudska)            |         |

## Sodelujoči

### Kvartet Do / Vokalni kvartet »Do«Ljubljana
- Peter Ambrož – tenor
- Peter Čare – bas
- Tomaž Tozon – bariton
- Danilo Čadež – tenor

### Ansambel Jožeta Kampiča / Kvintet Jožeta Kampiča
- Jože Kampič – harmonika
- Jože Privšek – vibrafon
- Janez Škofic – tolkala

### Produkcija
- Vinko Rojc – tonski mojster
- Mijo Markovič – asistent
- Stane Jerko – fotografija
- Tadej Tozon – oprema